# Ибаньес, Сесар
Сесар Альберто Ибаньес Хименес (исп. César Alberto Ibáñez Jiménez; родился 1 апреля 1992 года в Гвадалахаре, Мексика) — мексиканский футболист, защитник, выступающий за «Коррекаминос».

## Клубная карьера

### «Атлас»
Ибаньес — воспитанник футбольной академии клуба «Атлас». 8 ноября 2008 года в возрасте 16-ти лет в матче против «Монаркас Морелия» он дебютировал в мексиканской Примере. 25 апреля 2010 года в поединке против «Хагуарес Чьяпас» Сесер забил свой первый гол за «Атлас». 29 апреля 2011 года испанский клуб «Реал Вальядолид» хотел приобрести талантливого полузащитника, но Сесар отклонил предложение, решив остаться в Мексике.

### «Сантос Лагуна»
Летом 2011 года Ибаньес на правах аренды перешёл в «Сантос Лагуна». 25 сентября в матче против «Пуэблы» он дебютировал за новую команду. В первом же сезоне Сесар стал чемпионом Мексики в составе нового клуба. 13 апреля 2013 года в поединке против «Толуки» он забил свой первый гол за «Сантос».

## Международная карьера
Ибаньес был вызван в юношескую сборную Мексики для участия в юношеском Чемпионате мира 2009 в Нигерии. Его дебют состоялся в матче против юношеской сборной Бразилии.
В 2011 году в составе молодёжной сборной Мексики Сесар выиграл молодёжный чемпионат КОНКАКАФ в Гватемале. На турнире он сыграл в матчах против команд Канады и Тринидада и Тобаго.
В августе Ибаньес принял участие в молодёжном чемпионате мира в Колумбии. На турнире он сыграл в матчах против команд Аргентины, Северной Кореи, Англии, Камеруна, Колумбии, Бразилии и Франции. По итогам турнира Сесар помог молодёжной национальной сборной завоевать бронзовые медали.
В том же году он выиграл Панамериканские игры.

## Достижения
Командные
 Сантос Лагуна
- Чемпионат Мексики по футболу — Клаусура 2012
- Чемпионат Мексики по футболу — Клаусура 2015

Международные
 Мексика (до 20)
- Чемпионат КОНКАКАФ среди молодёжных команд — 2011
- Футбол на Панамериканских играх — 2011
- Турнир в Тулоне — 2012
- Чемпионат мира по футболу среди молодёжных команд — 2011